# Sergentomyia turfanensis
Sergentomyia turfanensis är en tvåvingeart som beskrevs av Hsiung, Guan och Jin 1981. Sergentomyia turfanensis ingår i släktet Sergentomyia och familjen fjärilsmyggor. Inga underarter finns listade i Catalogue of Life.